# Убіде
Убіде, Убідеа (баск. Ubide (офіційна назва), ісп. Ubidea) — муніципалітет в Іспанії, у складі автономної спільноти Країна Басків, у провінції Біская. Населення — 161 особа (2009).
Муніципалітет розташований на відстані близько 300 км на північ від Мадрида, 32 км на південний схід від Більбао.
На території муніципалітету розташовані такі населені пункти: (дані про населення за 2009 рік)
- Сан-Хуан: 61 особа
- Магдалена: 100 осіб

## Демографія
Динаміка населення (INE ):

## Галерея зображень

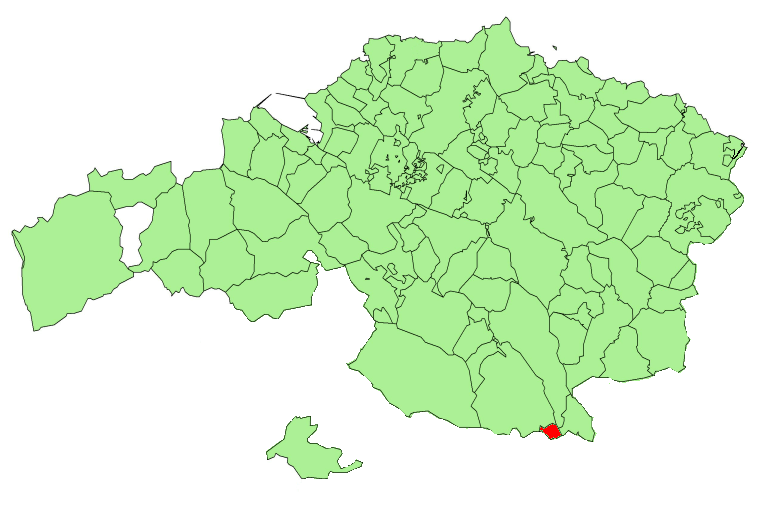
Розташування муніципалітету
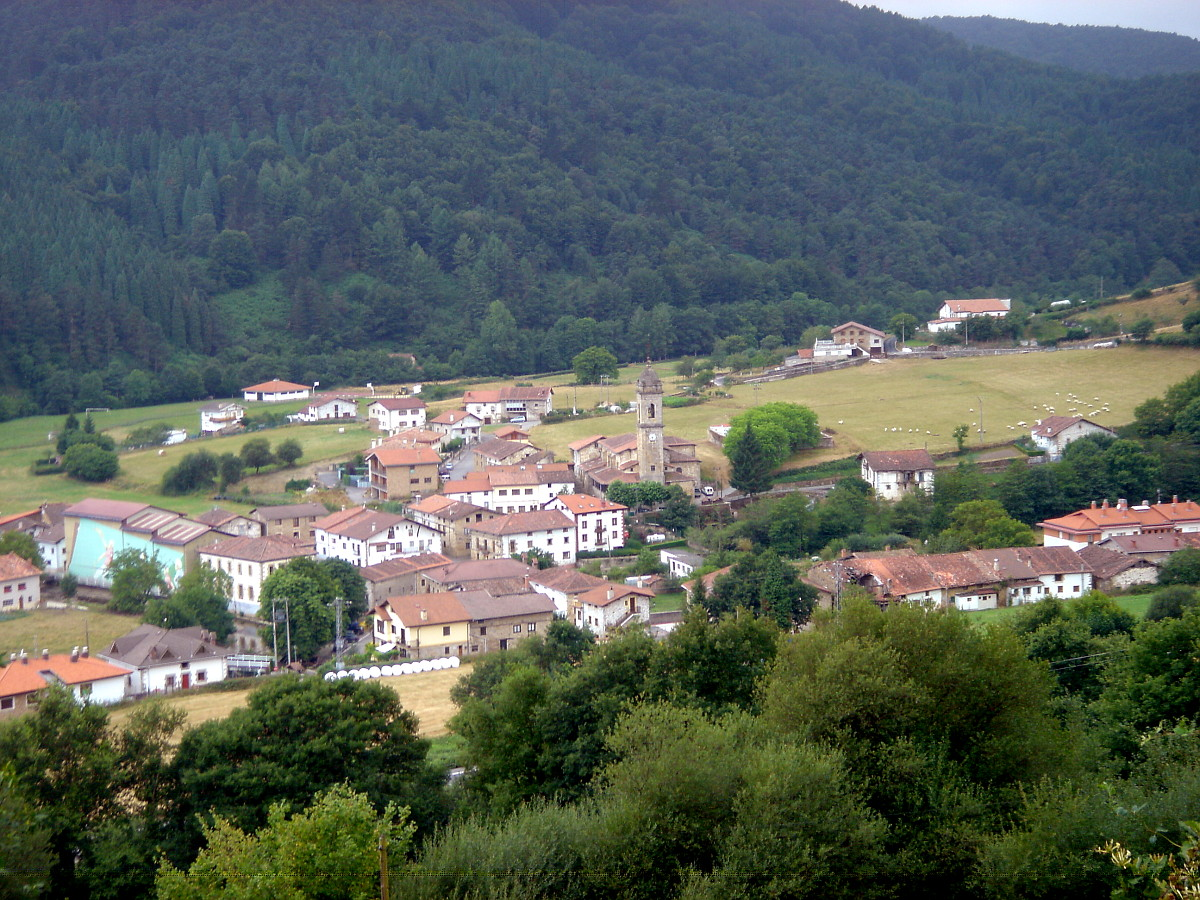
Убіде